# Jeffrey Dean
Jeffrey Adgate Dean, dit Jeff Dean, est un scientifique et informaticien américain né en 1968 à Hawaï. Il dirige Google AI, le département d'intelligence artificielle de la société Google.
Il est notamment connu pour avoir créé le patron d'architecture MapReduce et avoir travaillé sur le système de stockage BigTable.
En date de 2014, il est impliqué dans le projet Google Brain.
Jeffrey Dean est lauréat, avec Sanjay Ghemawat (en), du prix ACM-Fondation Infosys en informatique de 2012 « pour leur leadership dans le traitement scientifique et l'ingénierie des systèmes distribués à l'échelle de l'Internet ».

## Publications
- (en) Jeffrey Dean et Sanjay Ghemawat, « MapReduce: Simplified Data Processing on Large Clusters », Communications of the ACM, New York, ACM, vol. 51, no 1,‎ 1er janvier 2008, p. 107 (ISSN 0001-0782 et 1557-7317, OCLC 1514517, DOI 10.1145/1327452.1327492, lire en ligne).